# Mondfinsternis vom 19./20. März 721 v. Chr.
Die in babylonischen Quellen notierte Mondfinsternis vom 19./20. März 721 v. Chr. gehört zur Gattung der ACT-Texte. Besondere Bedeutung erlangte diese Aufzeichnung einerseits durch Bezug auf den babylonischen König Marduk-apla-iddina II. und andererseits durch die zweite Erwähnung im Almagest.

## Almagest Erwähnung
Bei dem erwähnten astronomischen Ereignis handelte es sich um eine totale Mondfinsternis, die aufgrund der Angaben genau zu datieren war. Durch Überprüfung mit anderen historischen Finsternissen wurde festgestellt, dass die historischen Datierungen von den zurückgerechneten Werten abweichen. Die entsprechende Zeitdifferenz wird als „ΔT“ bezeichnet.
Unter Berücksichtigung des ΔT begann die Mondfinsternis in Babylonien etwa um 19:20 Uhr des 19. März 721 v. Chr. und erreichte um etwa 22:15 Uhr ihr Maximum. Im Almagest wurde der entsprechende Beginn der Mondfinsternis beschrieben:

„Mardokempadus (Marduk-apla-iddina II.) 1. Jahr: (Ägyptischer Kalender): 29.–30. Thot, die Verfinsterung begann...“